# Pseudozaphanera splendida
Pseudozaphanera splendida es un hemíptero de la familia Aleyrodidae, con una subfamilia: Aleyrodinae.
Fue descrita científicamente por primera vez por Martin en 1999.